# Мейв Бренан
Мейв Бренан (на английски: Maeve Brennan) е журналистка и писателка от ирландски произход. Работила е за Harper's Bazaar и The New Yorker, където освен репортажи е публикувала и повечето си разкази.

## Биография
Родена е на 6 януари 1917 г. в Дъблин. Тя е втората дъщеря на Робърт и Уна Бренан, участвали активно в борбата за независимост на Ирландия от Великобритания в началото на 20 век. Също като сестрите си Емер и Диърдри, Мейв е кръстена на една от ирландските кралици-воини от цикъла Улстър, а името означава „омайваща“ или „опияняваща“. Когато Мейв се ражда, баща ѝ е в затвора като един от местните водачи на провалилото се Великденско въстание.
Ранното ѝ детство е белязано от чести местения и претърсвания на дома от британските власти в търсене на Робърт Бренан, по това време в нелегалност.
През 1929 и 1930 г. Мейв и по-малката ѝ сестра Диърдри посещават католически девически интернат. Там се сблъскват със строгостта и закостенелите възгледи на монахините възпитателки, които заклеймяват жизнената Мейв като проклета.
През 1934 г. Робърт Бренан е изпратен във Вашингтон в ролята на ирландски представител за САЩ. Семейството се премества заедно с него. В САЩ Мейв следва английска литература и библиотекарски науки в Американския университет, а по-късно и в Католическия университет в Уошингтън.
Източниците посочват театралния критик Уолтър Кер като голямата любов в живота на Мейв Бренан. Кер разваля годежа им през 1939 г. и през 1943 г. се омъжва за писателката Бриджет Джийн Колинс. Мейв е дълбоко наранена и прекъсва следването си в Католическия университет (където Уолтър Кер е един от нейните преподаватели) без да се дипломира.
В началото на 1940-те години Мейв Бренан се мести в Ню Йорк (семейството ѝ остава във Вашингтон) и от 1941 г. работи като библиотекарка в Нюйоркската общестена библиотека.
През 1943 г. започва работа като авторка на рекламни анонси в модното списание Harper's Bazaar. Тя не само се справя блестящо със задачата си да открива нови модни тенденции, a и сама се превръща в модна икона. Съвременниците описват Мейв като независима, резервирана и много елегантна жена. Говори се, че тя е една от личностите, вдъхновили героинята на Труман Капоти Холи Гоулайтли от Закуска в „Тифани“.
През 1949 г. Мейв Бренан се премества в The New Yorker, където първоначално пише кратки литературни рецензии. От 1954 г., под псевдонима Скучноватата лейди (The Long-Winded Lady), е една от авторките в легендарната рубрика „Talk of the Town“, където нюйоркчани обсъждат живота в своя град.
Мейв публикува първия си разказ – „The Poor Men and Women“, в Harper's Bazaar, а всички останали свои разкази – в The New Yorker .
През 1954 г. Мейв Бренан се омъжва за Сейнт Клеър Маккелъуей, колега от редакцията на The New Yorker. Двамата пътуват много, посещават често Ирландия и Англия, и за петте години, за които трае бракът им, не са особено продуктивни професионално.
Късните години на Мейв Бренан са трагични – резервирана, независима жена на млади години – тя страда от все по-дълбоки с напредване на времето психически проблеми. Прекъсва контакт с приятелите и познатите си, които не смеят да се намесят (или биват отхвърлени). На няколко пъти Мейв се подлага на лечение в различни психиятрични клиники.
Мейв Бренан почива на 76-годишна възраст на 1 ноември 1993 г. в старчески дом в Ню Йорк.

## Творчество
Литературното творчество на Мейв Бренан отразява амбивалентното ѝ отношение към Ирландия. От една страна е чувството на дълг към семейството и родината и от друга – вината, че не иска да живее в Ирландия – дълбоко консервативна страна, със силно католическо влияние, където от жените се очаква единствено и само да се омъжат и да раждат деца и да стоят настрана от политическия и обществен живот. Разказите на Мейв изобилстват от нещастни брачни двойки и ирландски прислужници – свадливи, дребнави и озлобени, неспособни да изразяват чувствата си. Единствено творбите, в които действието се развива в Щатите не са изцяло потискащи и мрачни. Някои от тях са силно автобиографични – героинята Мери Ан Уити живее сама в малка къща на брега на океана с женския си лабрадор на име Блубел, както и самата авторка. Автобиографични елементи в ирландксите разкази водят до срив в отношенията с ирландското ѝ семейство.

### Издадени на български език
- Гостенката (The Visitor), публикуван в списание Съвременник

### Неиздавани на български език
Разкази
- In and Out of Never-Never Land (1969)
- Christmas Eve (1974)
- The Springs of Affection: Stories of Dublin (1997)
- The Rose Garden: Short Stories (2000)

Сборник с репортажи
- The Long-Winded Lady: Notes from the New Yorker (1969)